# Strawn, Illinois
Strawn är en ort (village) i Livingston County i Illinois. Vid 2020 års folkräkning hade Strawn 101 invånare.